# Lustratio exercitus
Een lustratio exercitus was een lustratio van het Romeinse leger.

Deze zuiveringsrite werd vóór de veldtocht uitgevoerd, zodat het leger voor de veldtocht ritueel zuiver zou zijn. Op de zuil van Trajanus staat ook een dergelijke lustratio exercitus.